# Passagen (film, 2006)
Passagen är en svensk dokumentärfilm från 2006 i regi av Ştefan Constantinescu. Filmen tre chilenare som flyr via Peru och Rumänien till Sverige. Med dem fanns drömmen om lyckans land men de blev besvikna. Den hade premiär på Göteborgs filmfestival 29 januari 2006.